# 산본천로
산본천로(山本川路)는 산본천을 따라가는 군포시의 도로이다. 이 도로는 금정역 삼거리와 8단지 입구 사거리를 잇는 도로이다.

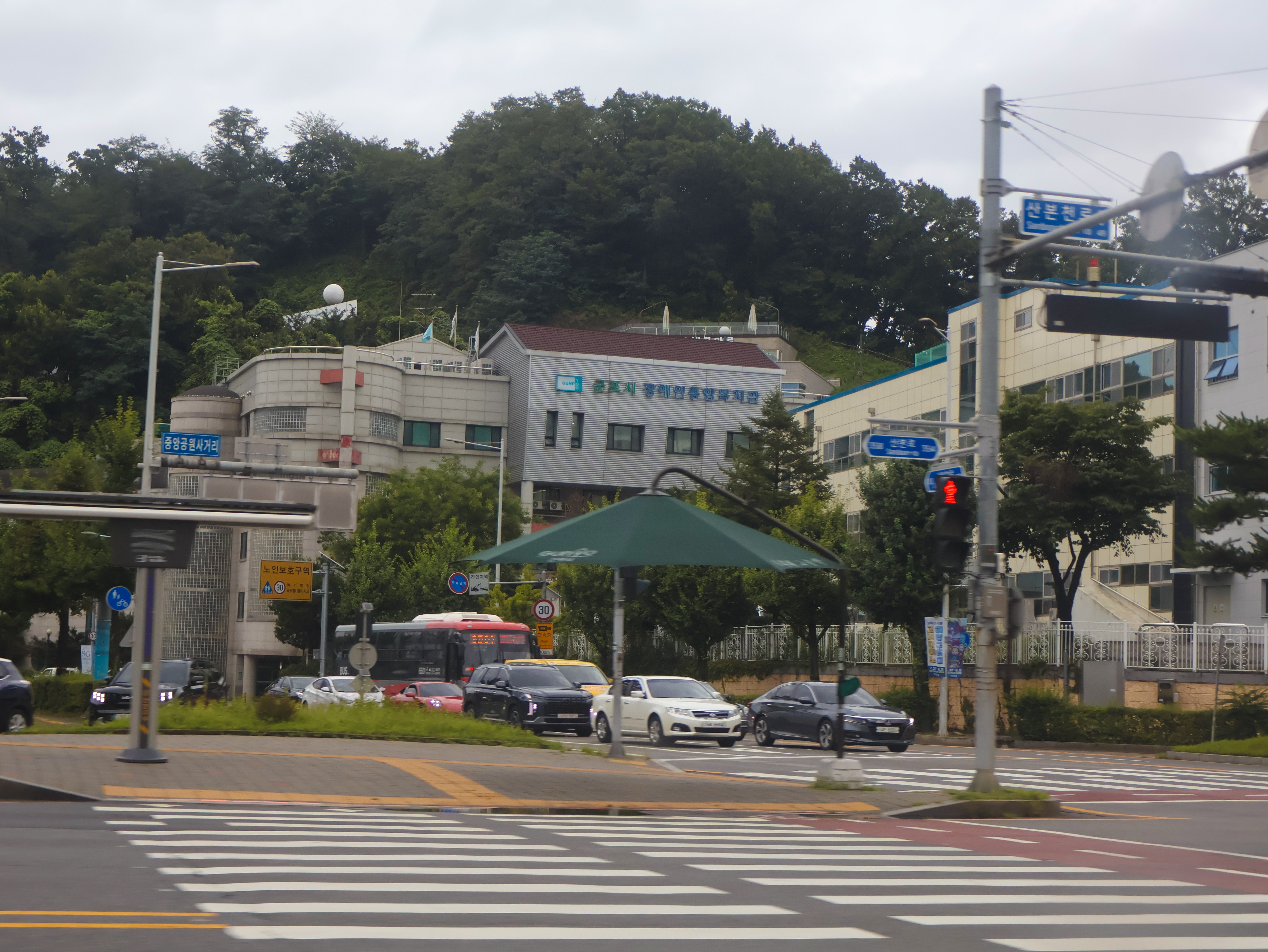
산본로에서 촬영한 산본천로 (2024년 7월)

## 노선
- 금정역삼거리 (군포로)
- 산본시장사거리 (금산로)
- 한얼공원삼거리 (이름 없음)
- 중앙공원사거리 (산본로)
- 한숲사거리 (광정로)
- 8단지입구사거리 (고산로, 수리산로)